# 天主教昆卡教區
天主教昆卡教區（拉丁語：Dioecesis Conchensis）是西班牙一個羅馬天主教教區，位於昆卡省，屬托萊多總教區。
教區成立於1183年7月5日，位於西哥德王國時期的三個教區之上。1745年建立教區修道院。2007年，在當地207,759人口中，有教友200,577人，佔轄區總人口96.5%、325個堂區、296名司鐸、1名執事、88名修士、351名修女。現任教區主教為若瑟·馬利亞·揚瓜斯·桑斯。